# Isla Jenny
La isla Jenny, también llamada isla Juanita, es una isla rocosa de la Antártida de 2 millas de diámetro y una altitud de 500 m, ubicada a 3 millas al este del cabo Alexandra, en el extremo del sudeste de la isla Adelaida, en el norte de la bahía Margarita, 
La isla Jenny fue descubierta por la Expedición Antártica Francesa de 1908-1910, bajo la dirección de Jean-Baptiste Charcot y llamada por él en honor a la esposa del subteniente Maurice Bongrain, de la Marina Nacional de Francia, integrante de la expedición.

## Reclamaciones territoriales
Argentina incluye a la isla en el departamento Antártida Argentina dentro de la provincia de Tierra del Fuego, Antártida e Islas del Atlántico Sur; para Chile forma parte de la comuna Antártica de la provincia Antártica Chilena dentro de la Región de Magallanes y de la Antártica Chilena; y para el Reino Unido integra el Territorio Antártico Británico. Las tres reclamaciones están sujetas a las disposiciones del Tratado Antártico.
Nomenclatura de los países reclamantes: 
- Argentina: isla Juanita
- Chile: isla Jenny
- Reino Unido: Jenny Island